# Apostolisch vicariaat Tabuk
Het apostolisch vicariaat Tabuk (Latijn: Vicariatus Apostolicus Tabukensis) is een rooms-katholiek apostolisch vicariaat met als zetel Tabuk, op de Filipijnen. Het apostolisch vicariaat is vrijgesteld en valt als immediatum direct onder de Heilige Stoel, zonder te behoren tot een kerkprovincie. 

## Geschiedenis
Het apostolisch vicariaat werd opgericht op 6 juli 1992, uit delen van het apostolisch vicariaat Mountain Provinces. Alle apostolisch vicarissen tot heden (2024) waren lid van de Congregatie van het Onbevlekt Hart van Maria. 

## Parochies
Het apostolisch vicariaat had in 2022 een oppervlakte van 6.471 km2 en telde 493.960 inwoners waarvan 75,1% rooms-katholiek was.

## Apostolisch vicarissen
- Carlito Joaquin Cenzon (6 juli 1992 - 25 januari 2002)
- Prudencio Padilla Andaya Jr. (16 april 2003 - 8 december 2024)
- sedisvacatie